# Lingebrief van 1456
De Lingebrief van 1456 is de oudste bewaarde keur van wat nu het waterschap van de Linge zou kunnen worden genoemd.
Het document, dat bewaard is gebleven in de archieven van de Heren en Graven van Culemborg in het Gelders Archief te Arnhem (inventarisnummer 4877), regelt ten behoeve van de afwatering van de Neder-Betuwe de schouw en het schoonhouden van de Linge tussen Zoelen en Gorinchem.
Het is een belangrijk document, dat de bevolking van het gebied moet verzekeren van droge voeten en daarom met toestemming van de Hertog van Gelre en de Heer van Culemborg wordt gezegeld namens alle Betuwse dorpen en steden tussen Rijn en Lek en de Linge ten westen van de lijn Maurik - Zoelen - Tiel tot aan de Diefdijk, ten westen van Culemborg gelegen.
Hoe groot dat belang in korte tijd was geworden, blijkt ook uit het feit dat nog geen twintig jaar eerder, op 24 januari 1438, toen hertog Arnold van Gelre toestemming gaf om de Linge tussen Zoelen en Gorinchem "te vegen en uit te diepen", die oorkonde nog slechts door de rechtstreeks aan de Linge gelegen dorpen en steden werd gezegeld.
Eigenlijk tonen beide documenten dus aan dat tussen 1438 en 1456 de laatste hand werd gelegd aan het regelen van het volledige waterbeheer in de Neder-Betuwe tussen de Linge en de Rijn- en Lekdijken.